# Frédéric-Auguste II (roi de Saxe)
Pour les articles homonymes, voir Frédéric-Auguste de Saxe.
Frédéric-Auguste II (Dresde, 18 mai 1797 – Karrösten, 9 août 1854) est le troisième roi de Saxe de 1836 à 1854. Il est le premier fils de Maximilien de Saxe, frère de Frédéric-Auguste Ier de Saxe, et de Caroline de Bourbon-Parme. Son règne se termine par sa mort accidentelle en 1854 dans le Tyrol autrichien à l'âge de 57 ans. Son frère, Jean, lui succède.

## Biographie

### Premières années
Dès sa naissance, il est clair que Frédéric-Auguste peut devenir un jour le souverain de Saxe. Son père est alors l'unique fils de l'électeur Frédéric IV ayant laissé une descendance mâle survivante. Quand le roi Frédéric-Auguste Ier meurt en 1827, son frère Antoine devient roi. Frédéric-Auguste est alors deuxième dans l'ordre de succession juste derrière son père Maximilien.
Bien qu'il serve comme officier dans la guerre de la Sixième Coalition, il ne montre guère d'intérêt pour les affaires militaires.

### Co-régent du royaume
Dans le sillage de la révolution de Juillet en France, l'automne 1830 est marqué en Saxe par des troubles dans le royaume, où le peuple réclame une modification de la constitution et exige la nomination d'un jeune régent pour partager le gouvernement avec le roi Antoine Ier. Le 1er septembre 1830, le prince Maximilien renonce à ses droits de succession en faveur de son fils Frédéric-Auguste, qui est proclamé prince co-régent de Saxe. Le 2 février 1832, Frédéric-Auguste introduit un régime d'autonomie pour les villes du royaume. En outre, par un édit du 17 mars de la même année, les agriculteurs sont libérés de la corvée et de la soumission héréditaire.

### Roi de Saxe

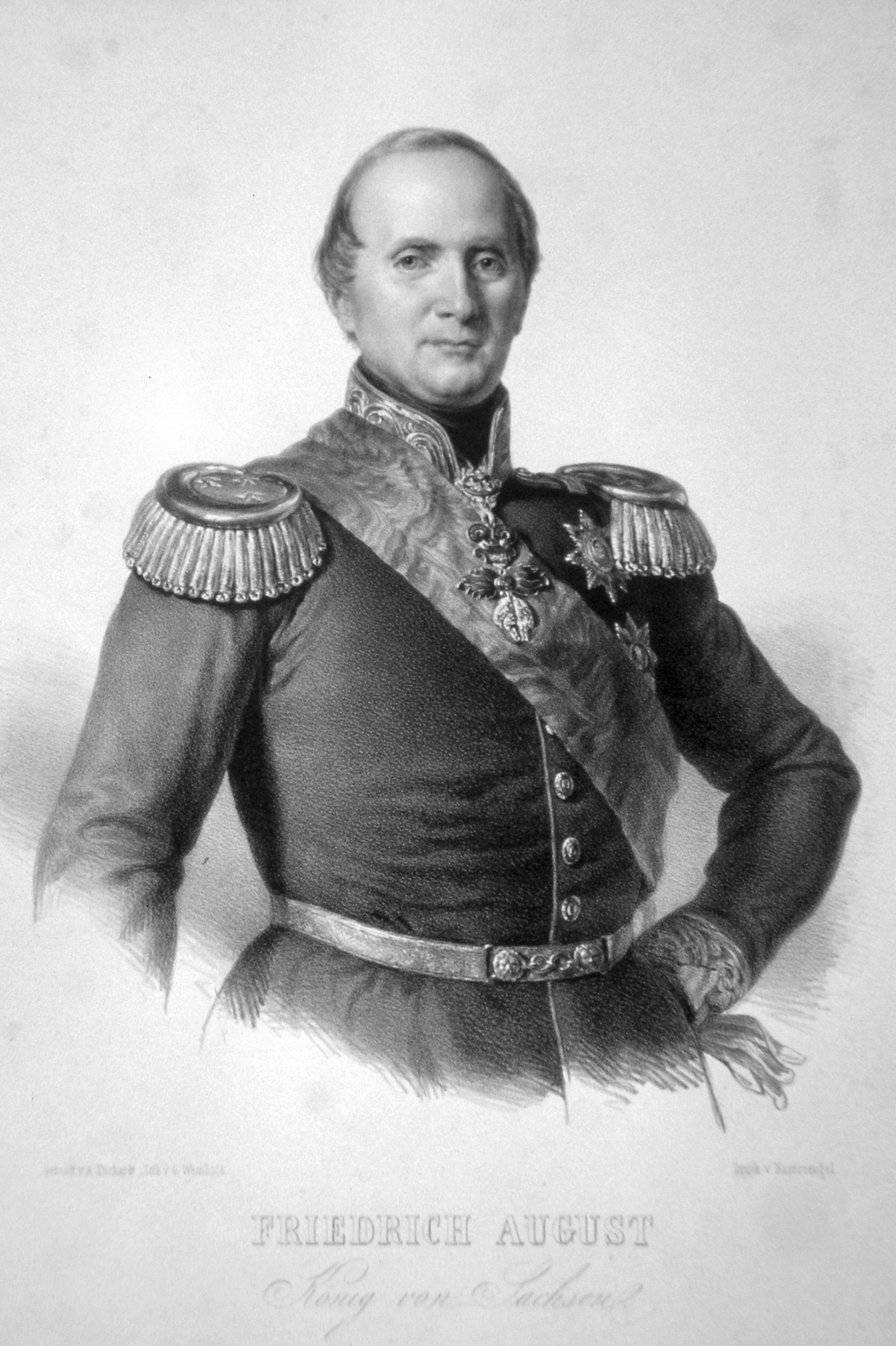
Frédéric-Auguste II, roi de Saxe.

Le 6 juin 1836, Antoine Ier meurt et Frédéric-Auguste lui succède. Âgé de 39 ans, homme intelligent, il demeure populaire comme il l'avait été à l'époque de la régence. Le nouveau roi use de son pur sens du devoir pour résoudre les questions politiques et, surtout, il préfère laisser ces choses entre les mains de ses ministres. Il garde à son service le médecin de son prédécesseur, l'intelligent et talentueux peintre Carl Gustav Carus.
Son règne est marqué par l'adoption d'un Code pénal en 1836. Pendant les troubles révolutionnaires de 1848, appelés révolution de mars, il nomme des ministres libéraux au gouvernement, lève la censure et fait adopter une loi électorale libérale. Mais, un peu plus tard, son attitude change quand il dissout le Parlement le 28 avril. L'insurrection de mai 1849 à Dresde contraint Frédéric-Auguste et sa famille à fuir la capitale pour se réfugier le 4 mai à trente kilomètres de là, dans la forteresse de Königstein. Le soulèvement est cependant vite écrasé par les troupes saxonnes et prussiennes et Frédéric-Auguste peut revenir seulement quelques jours après sa fuite. Après cet épisode, il poursuit un règne plutôt paisible en se livrant à ses loisirs et à ses goûts studieux qu'il aimait, surtout la botanique.

### Mariages
Le prince Frédéric-Auguste épouse le 7 octobre 1819 à Dresde Caroline de Habsbourg-Lorraine (1801 – 1832), fille de l'empereur François Ier d'Autriche et de sa seconde épouse Marie-Thérèse de Bourbon-Naples.
Veuf en 1832, il épouse en secondes noces, le 24 avril 1833 à Dresde, Marie de Bavière (1805 – 1877), fille du roi de Bavière Maximilien Ier et de sa seconde épouse Caroline de Bade.
Ces deux unions demeurent sans enfants.

### Mort accidentelle
Le 9 août 1854, durant un voyage dans le Tyrol autrichien, il est victime d'un accident au cours duquel il tombe face au cheval porteur qui lui marche sur la tête. Son laquais le relève, l'étend sur l'herbe et le transporte avec l'aide de personnes qui étaient accourues à l'auberge de Brennbichl (un hameau de Karrösten). Il meurt — une demi-heure après avoir perdu connaissance et administré par le prêtre Stephan Kiesmar — de ses blessures. Son corps est ramené en Saxe, où il est inhumé le 16 août dans la crypte royale de la cathédrale de la Sainte-Trinité à Dresde. En sa mémoire, son épouse fait construire sur les lieux de l'accident, la Chapelle du roi (Königskapelle) qui est consacrée un an après. Par la suite, certains membres de la famille royale de Saxe seront inhumés dans un cimetière derrière la chapelle comme le prince Emmanuel de Saxe.
Son frère cadet lui succède sous le nom de Jean Ier.